# ポンプ座イオタ星
ポンプ座ι星（ポンプざイオタせい、ι Antliae、ι Ant）は、ポンプ座の恒星である。見かけの等級は4.60と、肉眼で観察可能な明るさである。年周視差を基に計算した太陽からの距離は、約202光年である。

## 特徴
ポンプ座ι星は、進化が進んだ橙色巨星で、スペクトル型はK1 IIIと分類される。巨星の中でも、レッドクランプと呼ばれる分枝段階にあるとされ、核ではヘリウム燃焼を起こしていると考えられる。ポンプ座ι星は、太陽半径の約11倍、太陽質量の1.55倍程度の規模の恒星であり、
その明るさは太陽光度の56倍、表面温度は4892 Kと見積もられている。年齢は33億年程度と予想される。

## 中国星座
『宋史‧天文志』には、東甌の五星は翼宿の南にあり、蛮夷の星である、との記述があり、翼宿の南に位置するポンプ座とほ座の5つの星が、「東甌」という星官を成していたとされる。イアン・リドパスによれば、東甌のうち少なくとも2つの星がポンプ座の恒星で、そのうちの1つがポンプ座ι星と考えられる。

## 惑星系
2025年、ドップラー分光法によってポンプ座ι星（HD 94890）の周囲に2つのスーパージュピターが発見された。
| 名称 （恒星に近い順） | 質量                | 軌道長半径 （天文単位） | 公転周期 (日)        | 軌道離心率      | 軌道傾斜角 | 半径 |
| --------------------- | ------------------- | ----------------------- | -------------------- | --------------- | ---------- | ---- |
| b                     | ≥2.13+0.16 −0.17 MJ | 2.07±0.01               | 824.61+5.02 −4.80    | 0.22+0.08 −0.09 | —          | —    |
| c                     | ≥8.91+0.24 −0.25 MJ | 4.33±0.02               | 2492.19+14.72 −13.94 | 0.05±0.03       | —          | —    |